# Zmienna zdaniowa
Zmienna zdaniowa – bezargumentowy symbol w rachunku zdań. Zmiennym zdaniowym, w procesie zwanym wartościowaniem, przyporządkowywane są wartości prawda lub fałsz. 
Zmienna zdaniowa jest szczególnym przypadkiem symbolu relacyjnego dla zerowej liczby parametrów. Każda zmienna zdaniowa jest zdaniem logicznym rachunku zdań.